# アニリン (競走馬)
アニリン（Anilin、ロシア語表記はАнилйн）とは、ソビエト連邦の競走馬である。ソビエト競馬を代表する名馬で、アメリカやフランスへも遠征し、悪条件ながら好走した。父はボリショイ・フシエソユツニー賞（ソビエトダービー）馬エレメント、母はボリショイ賞（ソビエトオークス）馬アナロジクナヤであり、生地は国立第33牧場。馬名は化学物質アニリンより。
ソビエトの他東ドイツやハンガリー等でも走り、2-4歳時にはカリニナ記念、ソビエトダービー、ソビエト社会主義共和国賞の三冠を達成した。特にソビエト社会主義共和国賞は4歳時と5歳時の連覇である。他にも社会主義国の国際レースである社会主義国家大賞×2回やドイツのオイロパ賞3連覇等活躍しソビエト史上最強馬とも言われている。
3-6歳時には毎年1レース西側諸国に遠征した。3歳時にはアメリカのワシントンDCインターナショナルに出走し、米年度代表馬を５年連続で獲得し北米史上屈指の名馬と称えられるケルソと対戦する。結果は世界レコードを出して優勝したケルソの前に３着であったが、非欧米馬として当時最大級の活躍を見せた。（ケルソからは13馬身離されたが、仏愛伊各国のクラシックホースには先着したことで国際的に高いレベルにあることが認識された。）
4歳時の春にはモスクワで行われるソビエト社会主義共和国賞を5馬身差で勝って、ソビエト三冠（МИカリーニン記念、ソビエト・ダービー、ソビエト社会主義共和国賞）を達成した。ソビエト史上3頭目、戦後では初の偉業だった。秋には西欧最強馬決定戦にして、世界最高峰である凱旋門賞に挑戦し、これまた欧州史上最高馬とされるシーバードと対戦した。このレースは史上最もハイレベルなレースの一つという呼び声も高いレースで、前述のシーバードのほかにも、仏クラシック変則三冠馬リライアンス、愛ダービー馬で英国最高峰キングジョージ優勝のメドゥコート、シューメーカーが御すプリークネスＳ優勝馬トムロルフなど錚々たる顔ぶれがそろった。アニリンはいくつも列車を乗り継いでモスクワからポーランド、ベルギーを経由してパリへ赴いたが、不運なことに、西側諸国では国境を越えるたびに長い検疫を受けさせられて、12時間も待たされていた。その中でアニリンは、長距離の輸送や環境の違いがあるにもかかわらず５着に入線した。（第44回凱旋門賞参照）　
5歳時のワシントンDCインターナショナルでも2着と健闘した。
6歳で引退しソビエトで種牡馬となった。自身に匹敵するような産駒は出せなかったが、それでもソビエトのリーディングサイアーになっている。1975年事故により安楽死、14歳であった。孫の代にもボリショイ・フシエソユツニー賞を勝った馬が出ており、現在も父系は残っているようである。
旧ソ連の馬育種研究所では、液体窒素で凍結したアニリンの精子を保存しており、採取から38年後の2011年に、ブディョノフスカヤという牝馬との間にアリストクラートという仔馬が生産されたという。なお、サラブレッドにおいては人工授精は認められていないため、この仔馬は血統登録されることはない。

## 競走成績
- 1963年（5戦3勝）
  - М.И.カリニラ記念賞
- 1964年（8戦7勝）
  - 社会主義国家大賞、ブカレスト賞、ロベルト・プフェルトメンゲスレネン、ボリショイ・フシエソユツニー賞（ダービー相当）、ゾテヒニコフ・コニエフォドフ記念賞、オックリティア賞、3着 - ワシントンDCインターナショナル
- 1965年（5戦4勝）
  - オイロパ賞、ソヴィエト社会主義共和国賞、フスツォウピテルニー賞、5着―第44回凱旋門賞
- 1966年（6戦5勝）
  - オイロパ賞、ソヴィエト社会主義共和国賞、ペキン賞、社会主義国家大賞、2着 - ワシントンDCインターナショナル
- 1967年（4戦3勝）
  - オイロパ賞、ブダペスト賞、シュタイナドラー・レネン

## 種牡馬成績
ソビエト種牡馬チャンピオン - 1975,1976,1978年

### 主な産駒
- エルファスト（ソヴィエト社会主義共和国賞、ブダペスト賞）
- レノク（ソヴィエト社会主義共和国賞）
- ガツォミオト（ボリショイ・フシエソユツニー賞、アニリン賞）
- エテン（ボリショイ・フシエソユツニー賞、アニリン賞）
- マグナット（エリータ賞）
- ラツゴン（ボリショイレトニー賞）
- ツェラ（コビル3レト大賞）

## 血統表
| アニリン(Anilin)の血統（マッシーン系／Gainsborough5×4=9.38% Francja（Tagor）5×4=9.38%） | アニリン(Anilin)の血統（マッシーン系／Gainsborough5×4=9.38% Francja（Tagor）5×4=9.38%） | アニリン(Anilin)の血統（マッシーン系／Gainsborough5×4=9.38% Francja（Tagor）5×4=9.38%） | （血統表の出典）     | （血統表の出典）   |
| 父 Element 1952 鹿毛 ソビエト連邦                                                       | 父の父Etalon Or 1936 栗毛 フランス                                                      | Massine                                                                                 | Consols              | Consols            |
| 父 Element 1952 鹿毛 ソビエト連邦                                                       | 父の父Etalon Or 1936 栗毛 フランス                                                      | Massine                                                                                 | Mauri                |                    |
| 父 Element 1952 鹿毛 ソビエト連邦                                                       | 父の父Etalon Or 1936 栗毛 フランス                                                      | La Savoyarde                                                                            | Filibert de Savoie   | Filibert de Savoie |
| 父 Element 1952 鹿毛 ソビエト連邦                                                       | 父の父Etalon Or 1936 栗毛 フランス                                                      | La Savoyarde                                                                            | La Balladeuse        |                    |
| 父 Element 1952 鹿毛 ソビエト連邦                                                       | 父の母Margaritka 1944 鹿毛 ドイツ                                                       | Gainslaw                                                                                | Winalot              | Winalot            |
| 父 Element 1952 鹿毛 ソビエト連邦                                                       | 父の母Margaritka 1944 鹿毛 ドイツ                                                       | Gainslaw                                                                                | Margaret Burr        |                    |
| 父 Element 1952 鹿毛 ソビエト連邦                                                       | 父の母Margaritka 1944 鹿毛 ドイツ                                                       | Macedonja                                                                               | Mah Jong             | Mah Jong           |
| 父 Element 1952 鹿毛 ソビエト連邦                                                       | 父の母Margaritka 1944 鹿毛 ドイツ                                                       | Macedonja                                                                               | Cylicja              |                    |
| 母 Analogichnaya 1953 栗毛 ソビエト連邦                                                 | 母の父Agregat 1943 鹿毛 ハンガリー                                                      | Artist's Proof                                                                          | Gainsborough         | Gainsborough       |
| 母 Analogichnaya 1953 栗毛 ソビエト連邦                                                 | 母の父Agregat 1943 鹿毛 ハンガリー                                                      | Artist's Proof                                                                          | Clear Evidence       |                    |
| 母 Analogichnaya 1953 栗毛 ソビエト連邦                                                 | 母の父Agregat 1943 鹿毛 ハンガリー                                                      | Abeba                                                                                   | Balbinus             | Balbinus           |
| 母 Analogichnaya 1953 栗毛 ソビエト連邦                                                 | 母の父Agregat 1943 鹿毛 ハンガリー                                                      | Abeba                                                                                   | Az a Hired           |                    |
| 母 Analogichnaya 1953 栗毛 ソビエト連邦                                                 | 母の母Giurza 1938 栗毛 ソビエト連邦                                                     | Zator                                                                                   | Tagor                | Tagor              |
| 母 Analogichnaya 1953 栗毛 ソビエト連邦                                                 | 母の母Giurza 1938 栗毛 ソビエト連邦                                                     | Zator                                                                                   | Ziya                 |                    |
| 母 Analogichnaya 1953 栗毛 ソビエト連邦                                                 | 母の母Giurza 1938 栗毛 ソビエト連邦                                                     | Gagara                                                                                  | Hetman Ney           | Hetman Ney         |
| 母 Analogichnaya 1953 栗毛 ソビエト連邦                                                 | 母の母Giurza 1938 栗毛 ソビエト連邦                                                     | Gagara                                                                                  | Gortenziya F-No.27-a |                    |